# Eriksberg, Göteborg
Eriksberg är ett primärområde i stadsområde Hisingen i Göteborgs kommun.

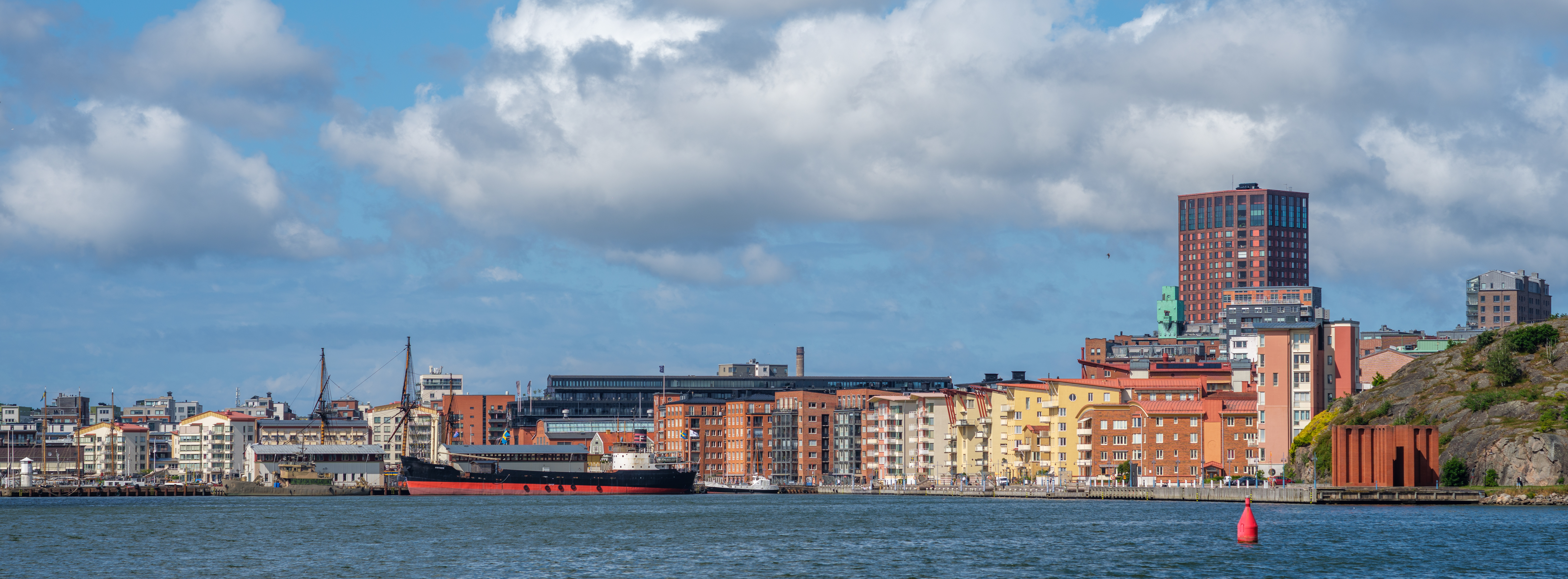
Eriksberg 2025

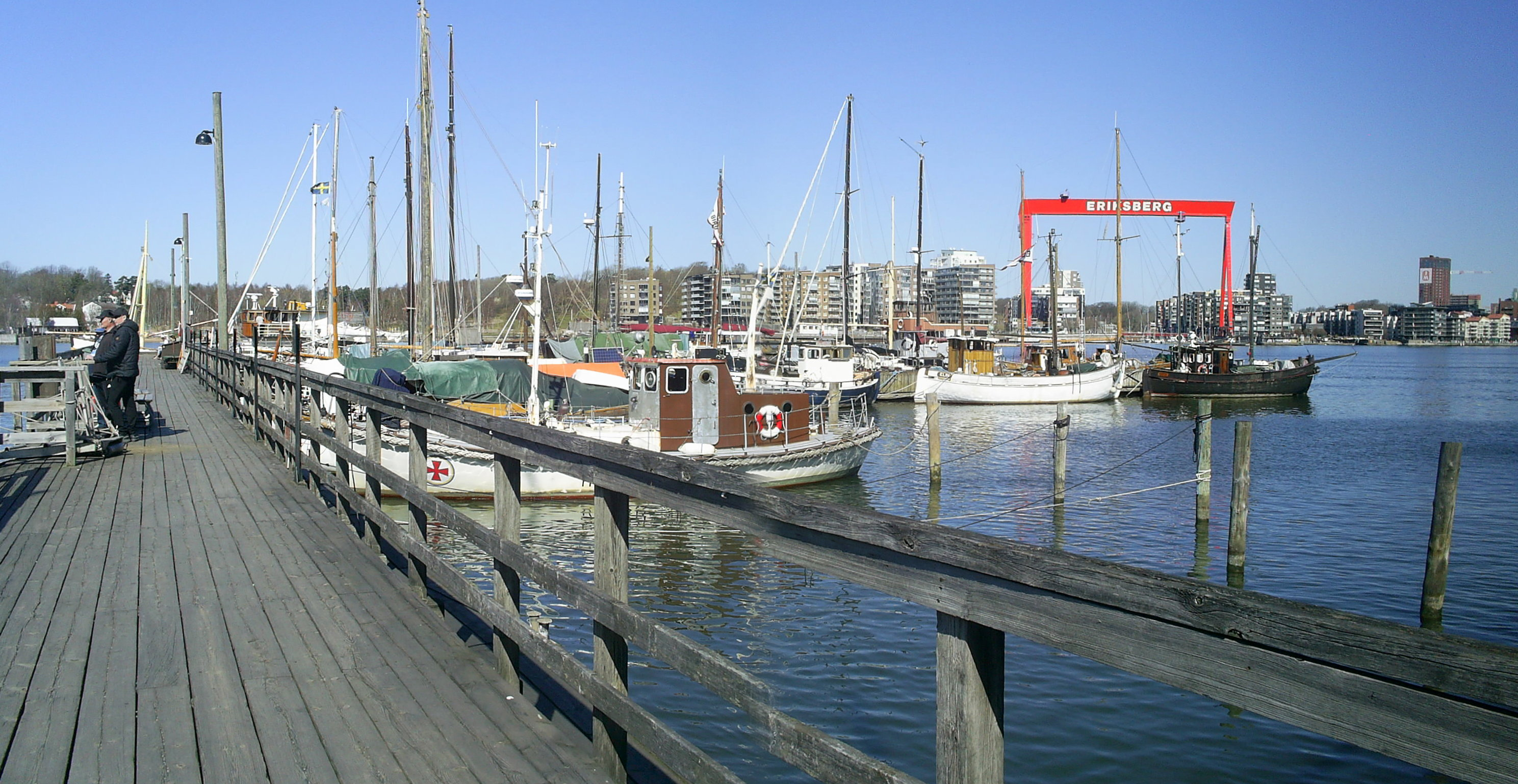
Den röda bockkranen i Eriksberg syns från stora delar av Göteborg.

## Historia

### Varvsepoken
Eriksberg är ett historiskt industri- och varvsområde som tillhörde Eriksbergs Mekaniska Verkstads AB. En tidigare industri- och varvskoncern. Företaget bildades 1850 och ombildades till aktiebolag 1876. I samband med varvskrisen övertogs varvet av staten, och 1979 levererades det sista fartyget.

### Konserter
Innan man började bygga ny bostadsbebyggelse användes Eriksbergsområdet till stora konserter med världsartister under åren 1986-1990, då Ullevi byggdes om på grund av skador efter en konsert med Bruce Springsteen 1985. Några superstjärnor var U2 och David Bowie 1987, Michael Jackson 1988 med Bad World Tour,  Rolling Stones och Madonna 1990. Madonna hade sin Blond Ambition Tour här år 1990.

#### Konserter Eriksbergs varv
| Nr | Datum         | Evenemang       | Publik | Ref.  |
| -- | ------------- | --------------- | ------ | ----- |
| 1  | 30 juni 1990  | Madonna         | 55 500 | [ 2 ] |
| 2  | 12 juni 1988  | Michael Jackson | 50 000 | [ 3 ] |
| 3  | 11 juni 1988  | Michael Jackson | 50 000 | [ 3 ] |
| 4  | 6 juni 1987   | U2              |        | [ 4 ] |
| 5  | 4 august 1990 | Rolling Stones  |        | [ 5 ] |
| 6  | 3 august 1990 | Rolling Stones  |        | [ 5 ] |
| 7  | 27 juni 1987  | David Bowie     |        | [ 6 ] |

## Eriksberg idag

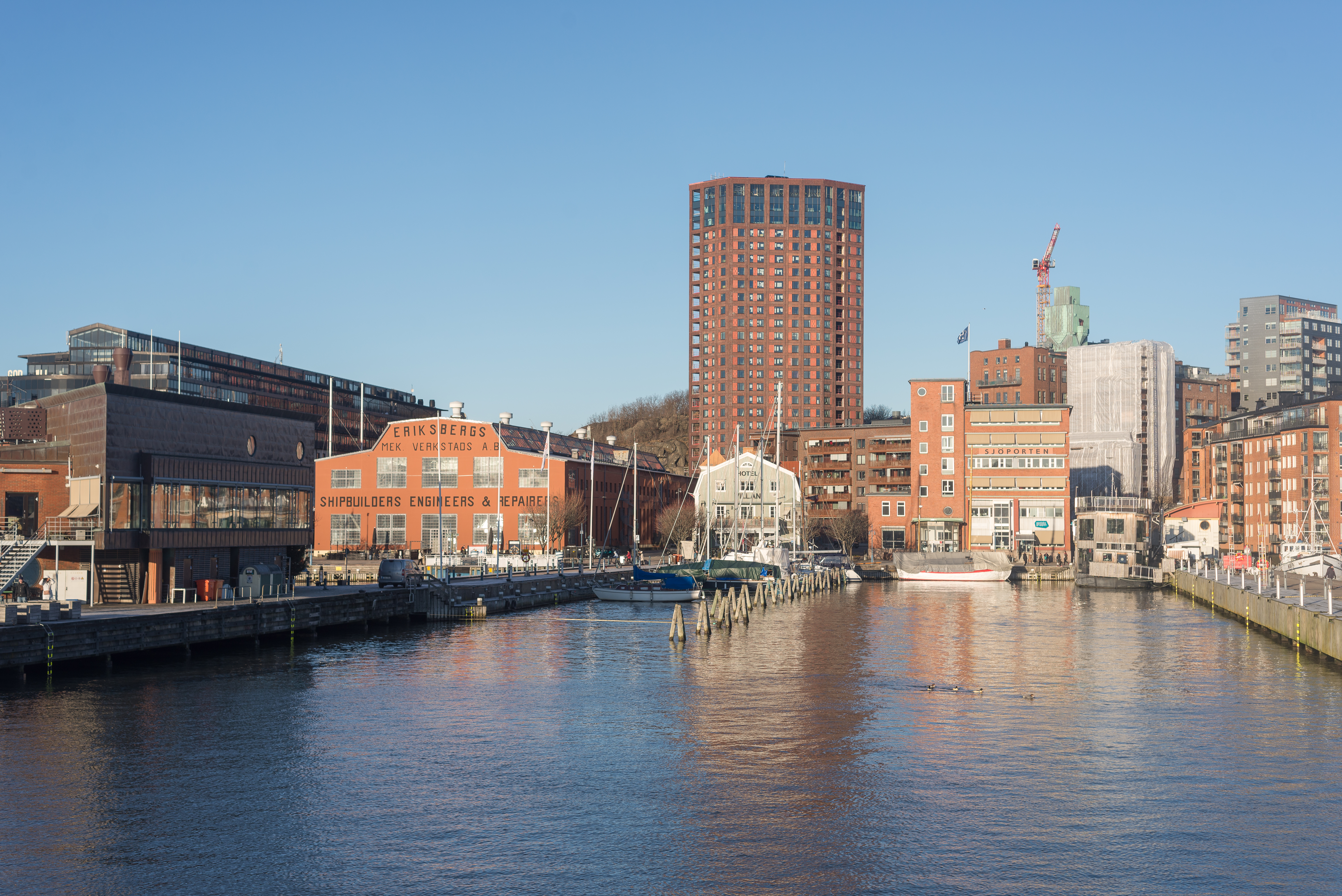
Eriksberg 2022 med Kronjuvelen i bakgrunden.

Området har idag förvandlats till ett stort och modernt bostadsområde, vilket gjordes i samband med omdaningen av Norra Älvstranden. Det är idag ett av Göteborgs mest attraktiva ställen att bo på och priserna har på senare år skjutit i höjden. Liknande projekt med bostäder i gamla hamnkvarter är Hammarby sjöstad i Stockholm och HafenCity i Hamburg. Kvar från varvsepoken är den stora bockkranen som utgör ett landmärke för området. Bland den bevarade historiska bebyggelsen finns också Juvelkvarnen, Blå Hallen (Hotel 11) och Eriksbergshallen.

### Bebyggelse
På området genomförs ett stort bostadsbyggnadsprojekt på det gamla Eriksbergsvarvets område. Då varven lades ner började man bygga bostäder vilket har resulterat i ett av Göteborgs mest moderna bostadsområden. Kvar från varvstiden finns bland annat en 84 meter hög orange bockkran som utgör landmärke för hela Eriksberg. Den moderna bebyggelsen utgörs främst av flerfamiljshus, uppförda under olika etapper av olika byggföretag. I området finns både hyreslägenheter och bostadsrätter.

### Satsningar på den yttre miljön

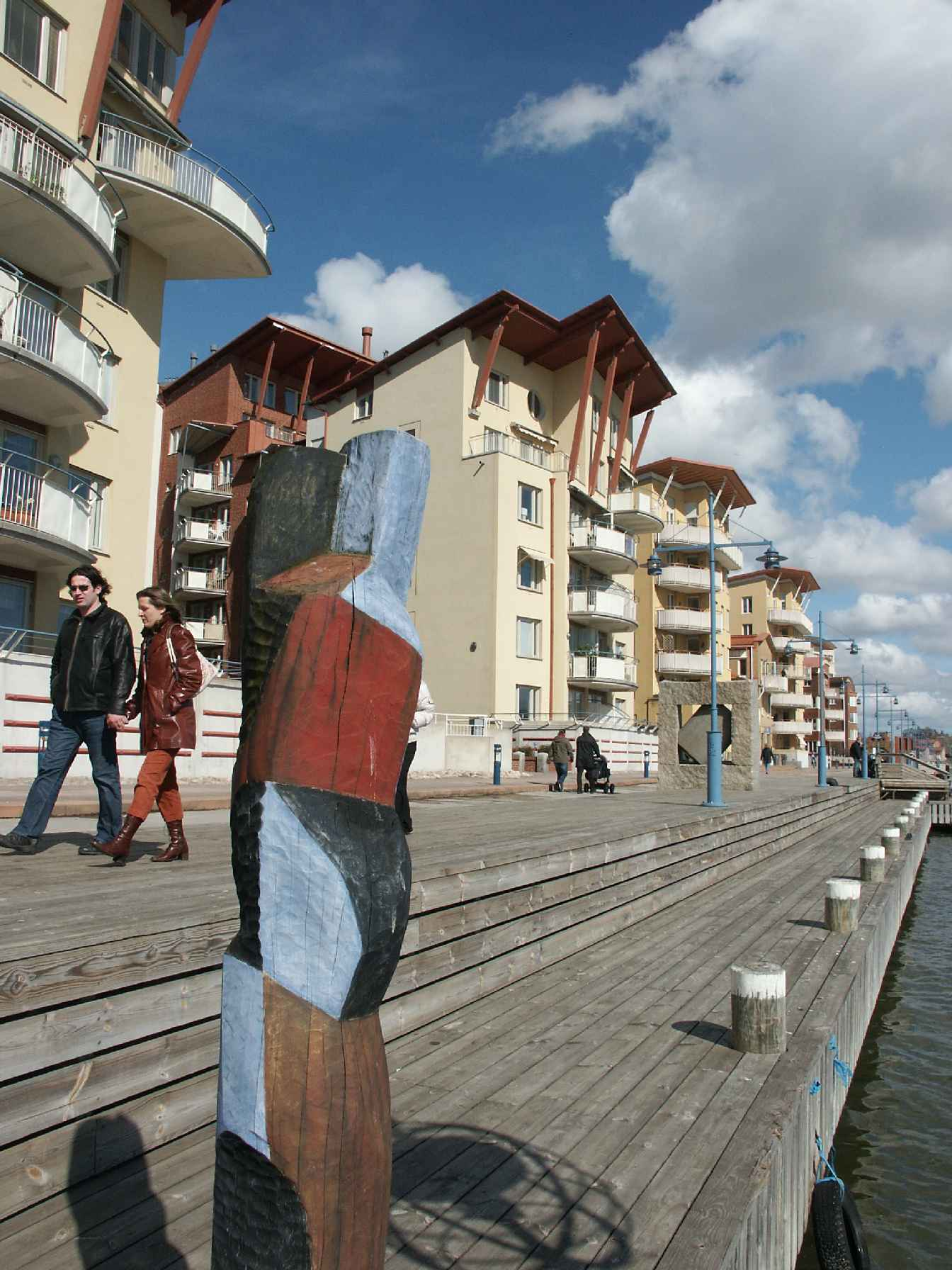
Skulptur på Eriksbergsbryggan.

Det går att promenera utefter vattnet från Lindholmen, via Sannegårdshamnen, Eriksbergstorget, Eriksbergsdockan till Färjenäs. Det finns flera skulpturer och statyer. 
Spännande kvällsbelysning som ändrar färg finns vid den gamla rampen/slipen och på stenväggen mot platån. Eriksbergs bockkran är också upplyst. Ljussättningen av kranen och dockan intill tilldelades år 2010 Award of Excellence av International Association of Lighting Designers.

### Marint

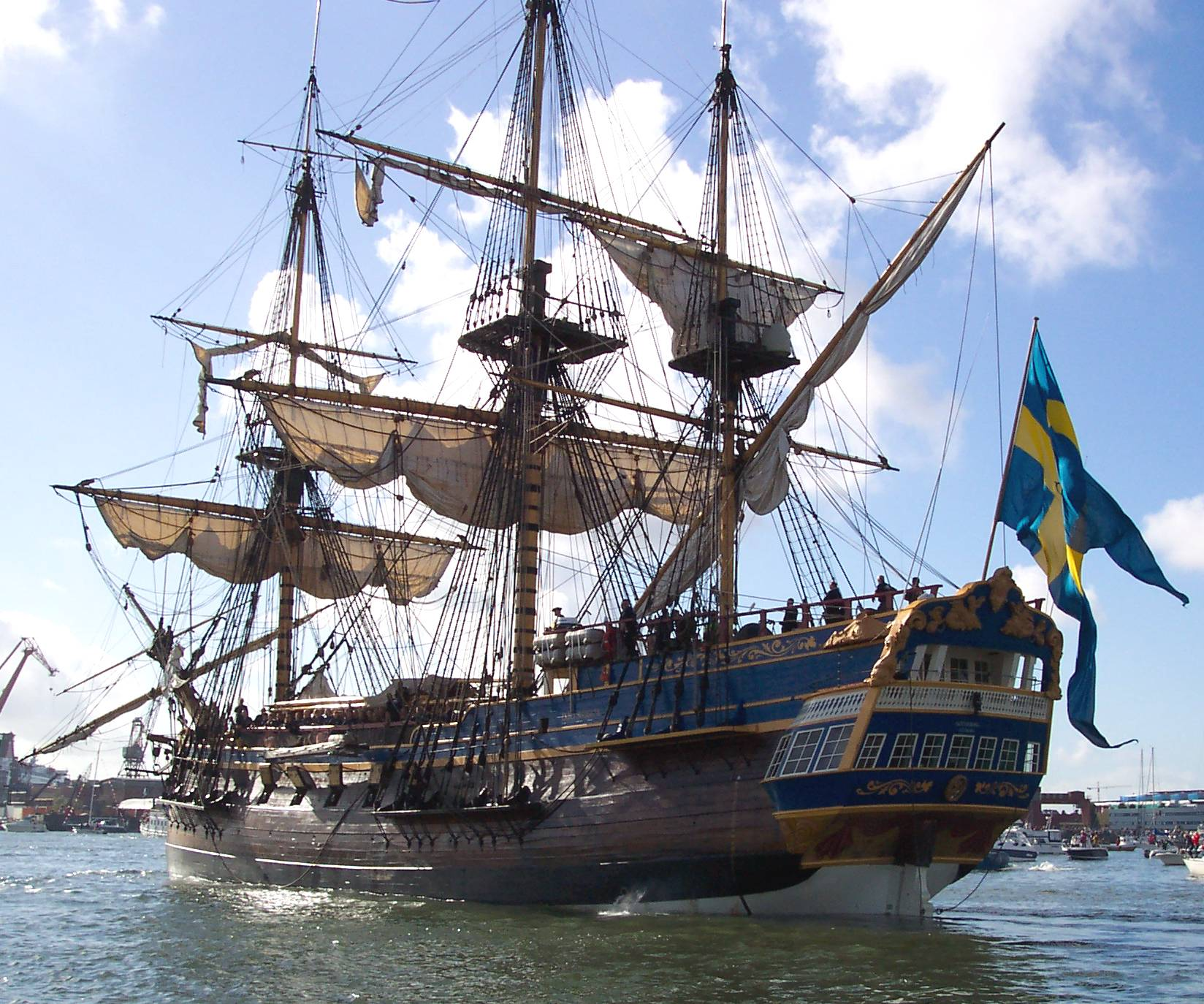
Ostindiefararen Götheborg

1997 var Eriksbergsbryggan hamn för The Cutty Sark Tall Ships' Races i Göteborg.
Projektet med att bygga en ny ostindiefarare ägde rum på Eriksberg från 1995. Ostindiefararen Götheborg sjösattes 2003 och vinterförvaras vid en av pirerna.
Den kristna segelbåten Elida vars budskap är "Sailing for Jesus" ligger ofta vid Eriksbergsbryggan.

## Nyckeltal

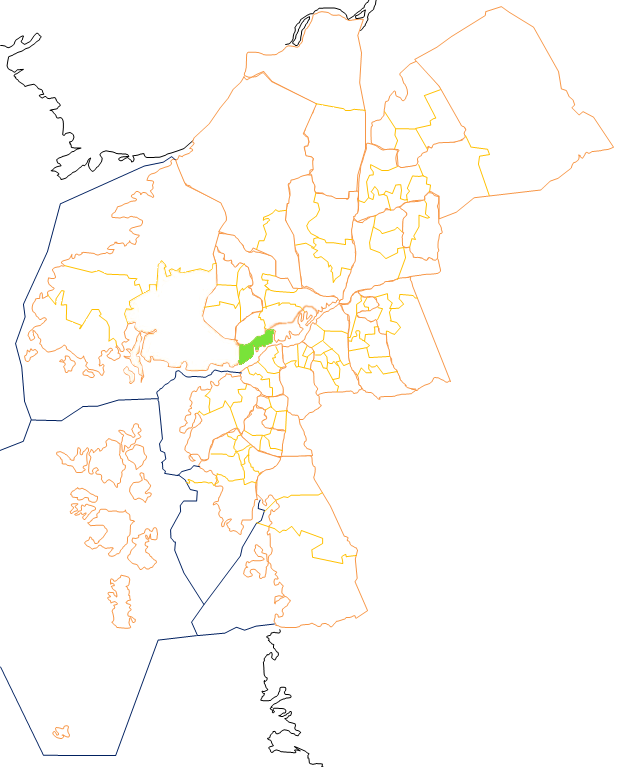
Eriksberg

Nyckeltalen redovisar statistik som beskriver Göteborg och dess 96 delområden, primärområden, per den 31 december och kan användas för att jämföra de olika områdena. Nedan redovisas uppgifter för primärområdet och jämförelse görs mot uppgifterna för hela kommunen.
|                                                           | Eriksberg  | Hela Göteborg |
| --------------------------------------------------------- | ---------- | ------------- |
| Folkmängd                                                 | 9 564      | 587 549       |
| Befolkningsförändring 2020–2021                           | -97        | +4 493        |
| Andel födda i utlandet                                    | 20,7 %     | 28,3 %        |
| Andel utrikes födda eller med två utrikes födda föräldrar | 28,9 %     | 38,1 %        |
| Medelinkomst                                              | 441 200 kr | 332 400 kr    |
| Arbetslöshet                                              | 2,9 %      | 6,6 %         |
| Antal ersatta dagar från F-kassan per person (16-64 år)   | 14,3       | 19,5          |
| Andel med eftergymnasial utbildning (minst 3 år)          | 44,5 %     | 37,9 %        |
| Andel bostäder byggda 2001–2010                           | 51,6 %     |               |
| Andel bostäder i allmännyttan                             | 20,8 %     | 25,9 %        |
| Antal färdigställda bostäder 2021                         | 0          |               |
| Andel bostäder i småhus                                   | 2,6 %      | 18,3 %        |

## Stadsområdes- och stadsdelsnämndstillhörighet
Primärområdet tillhörde fram till årsskiftet 2020/2021 stadsdelsnämndsområdet Lundby och ingår sedan den 1 januari 2021 i stadsområde Hisingen.

## Bilder

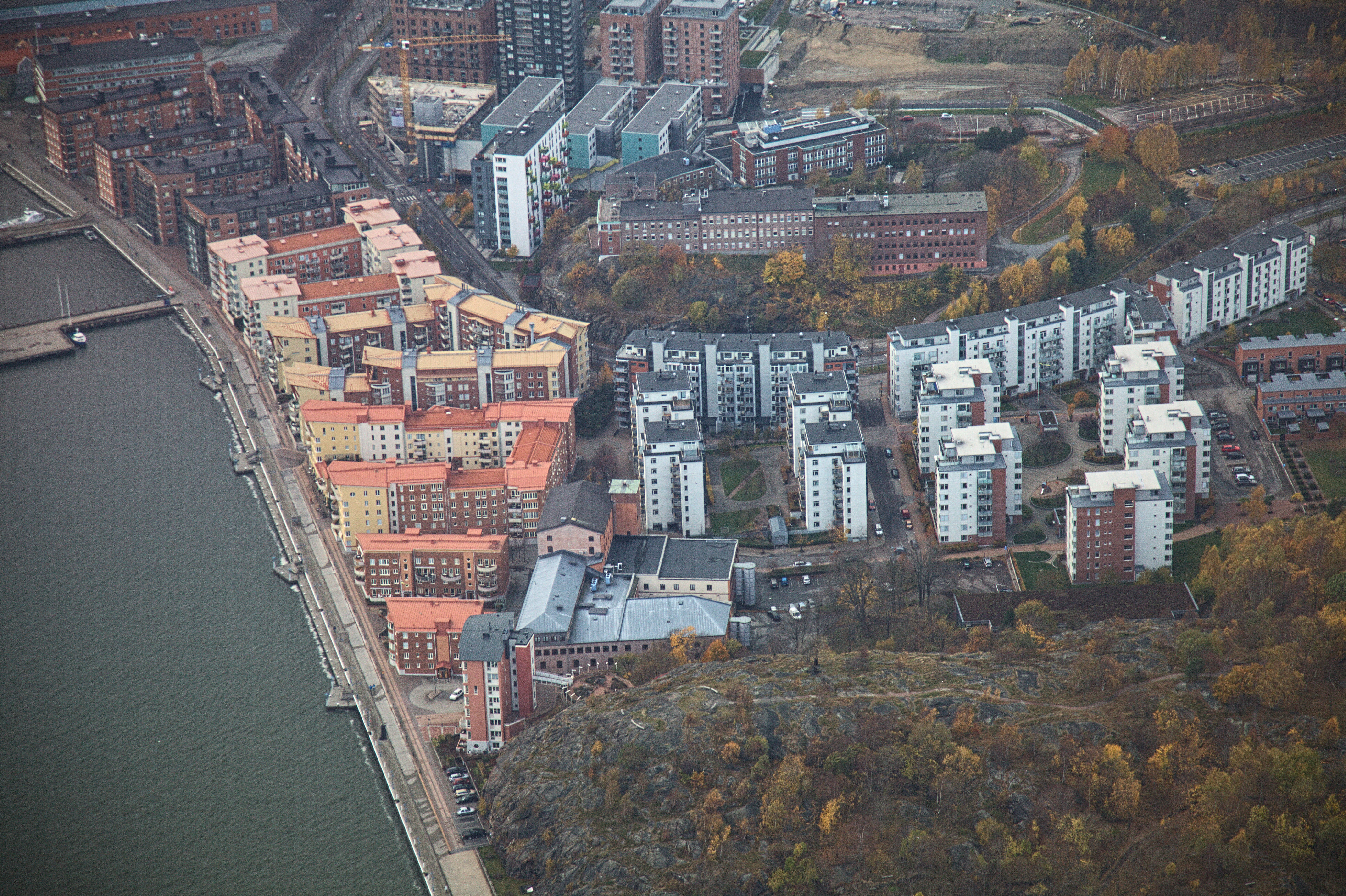
Del av Eriksberg från helikopter i oktober 2013

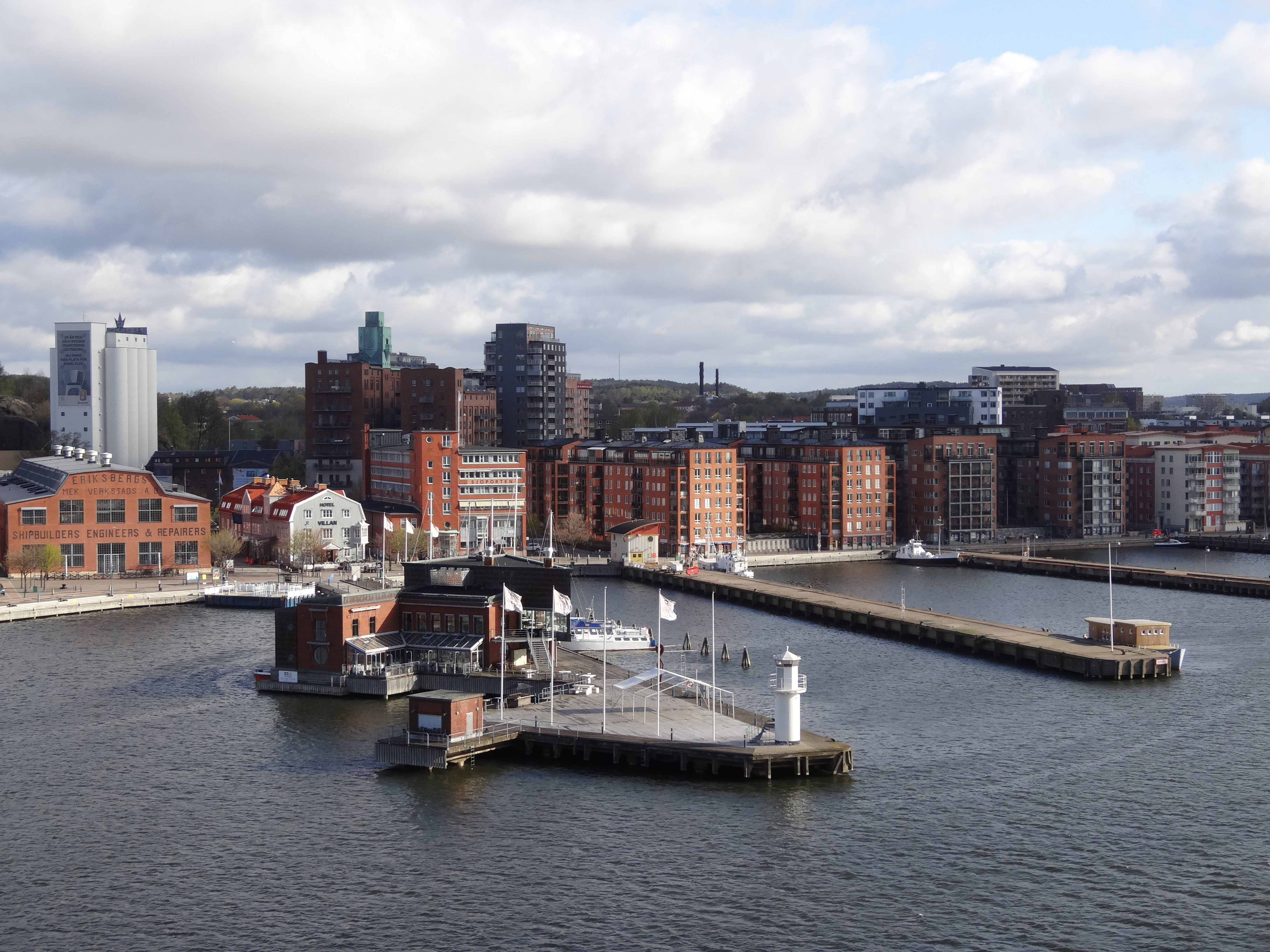
Eriksbergskajen

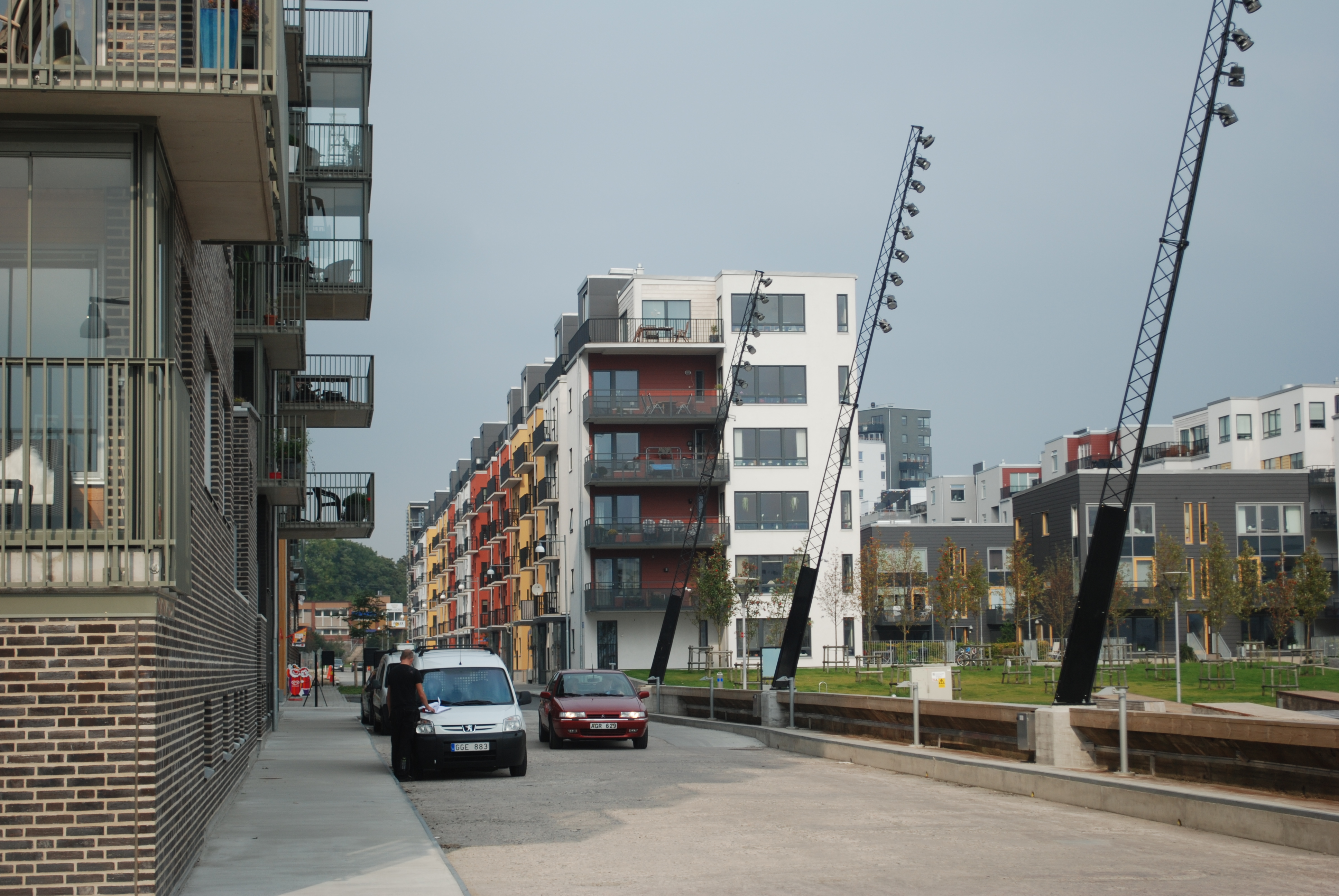
Moderna bostäder i Eriksberg

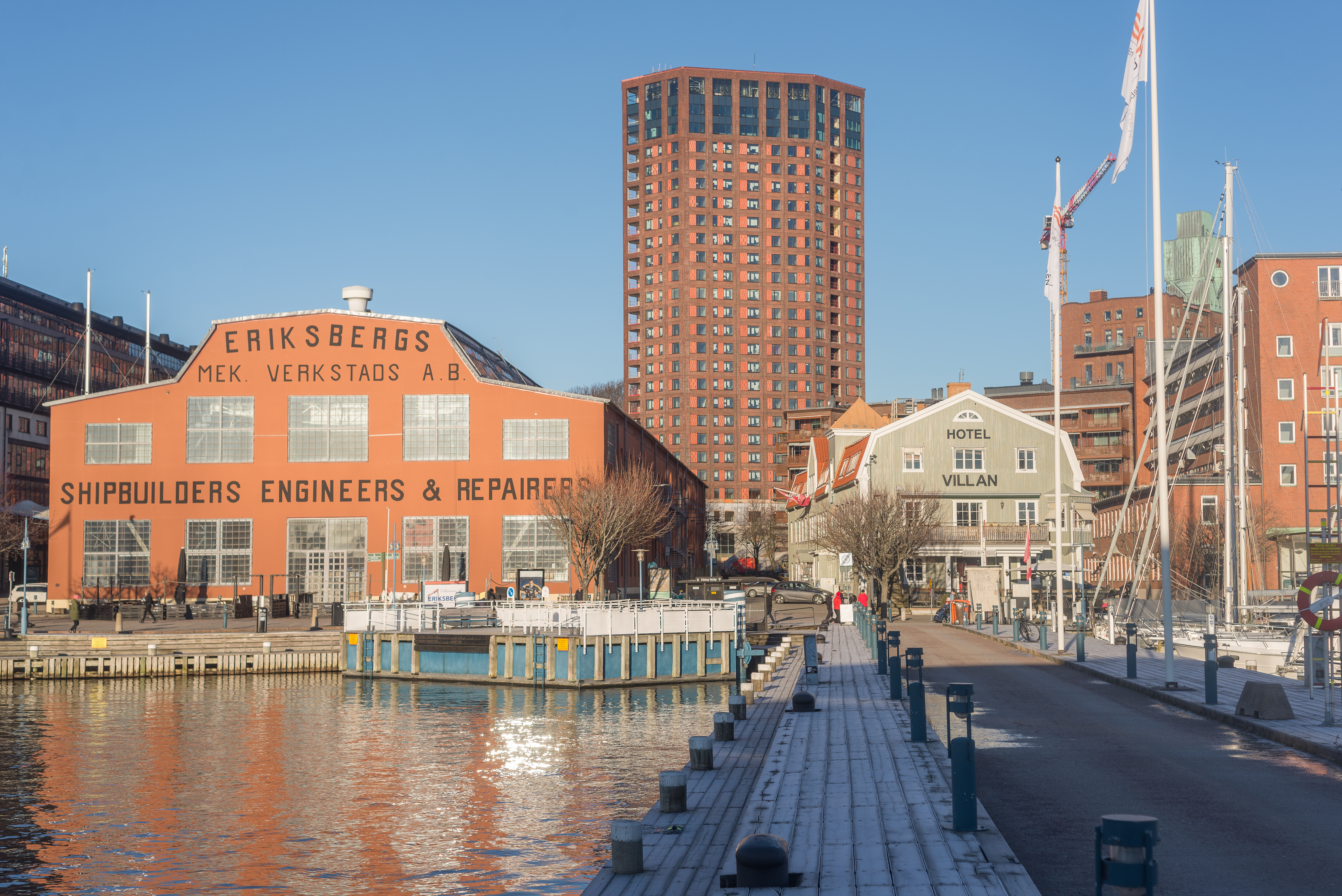
Brygga och utsikt över Eriksberg

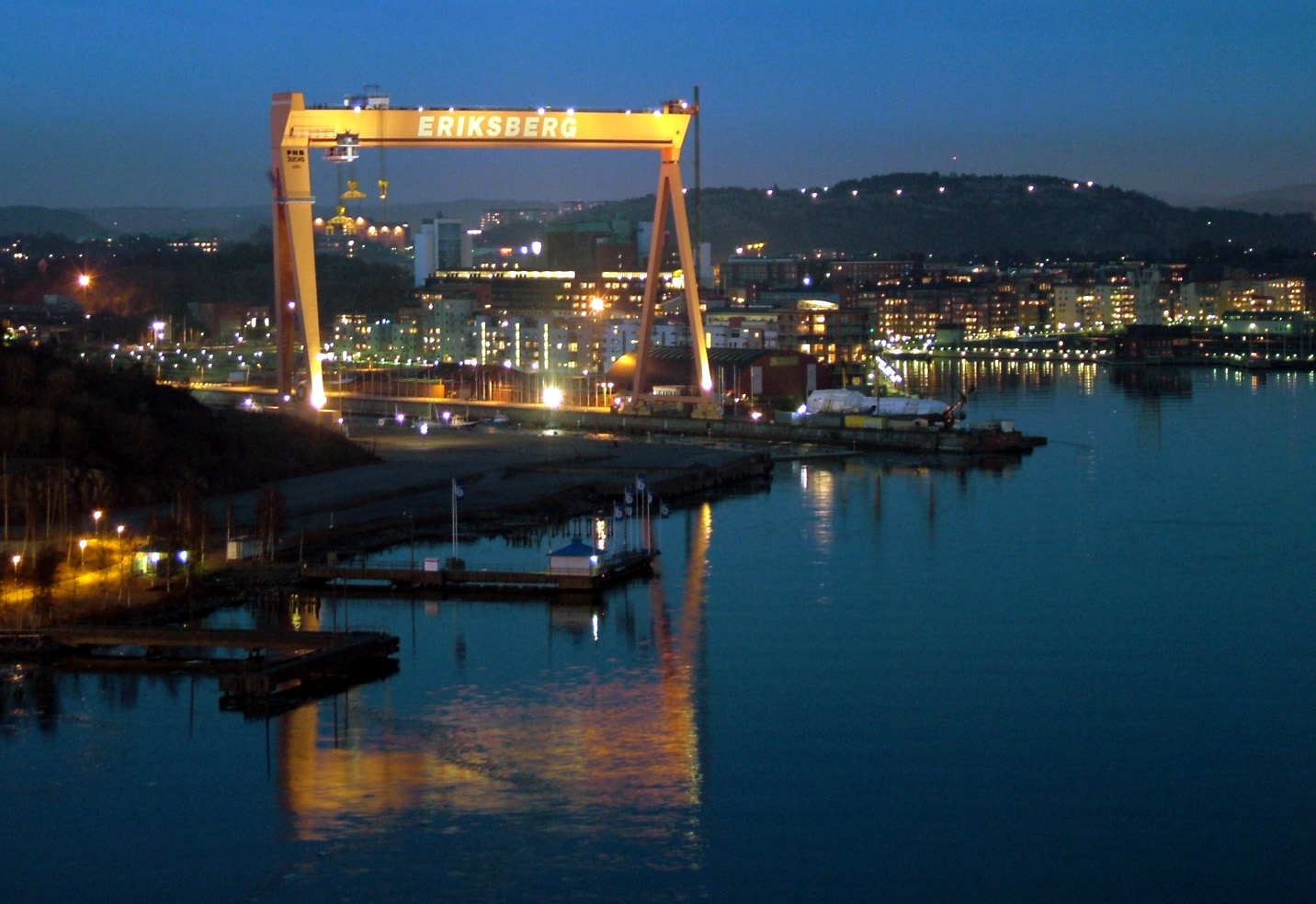
Eriksbergs varv hade konserter med världsartister

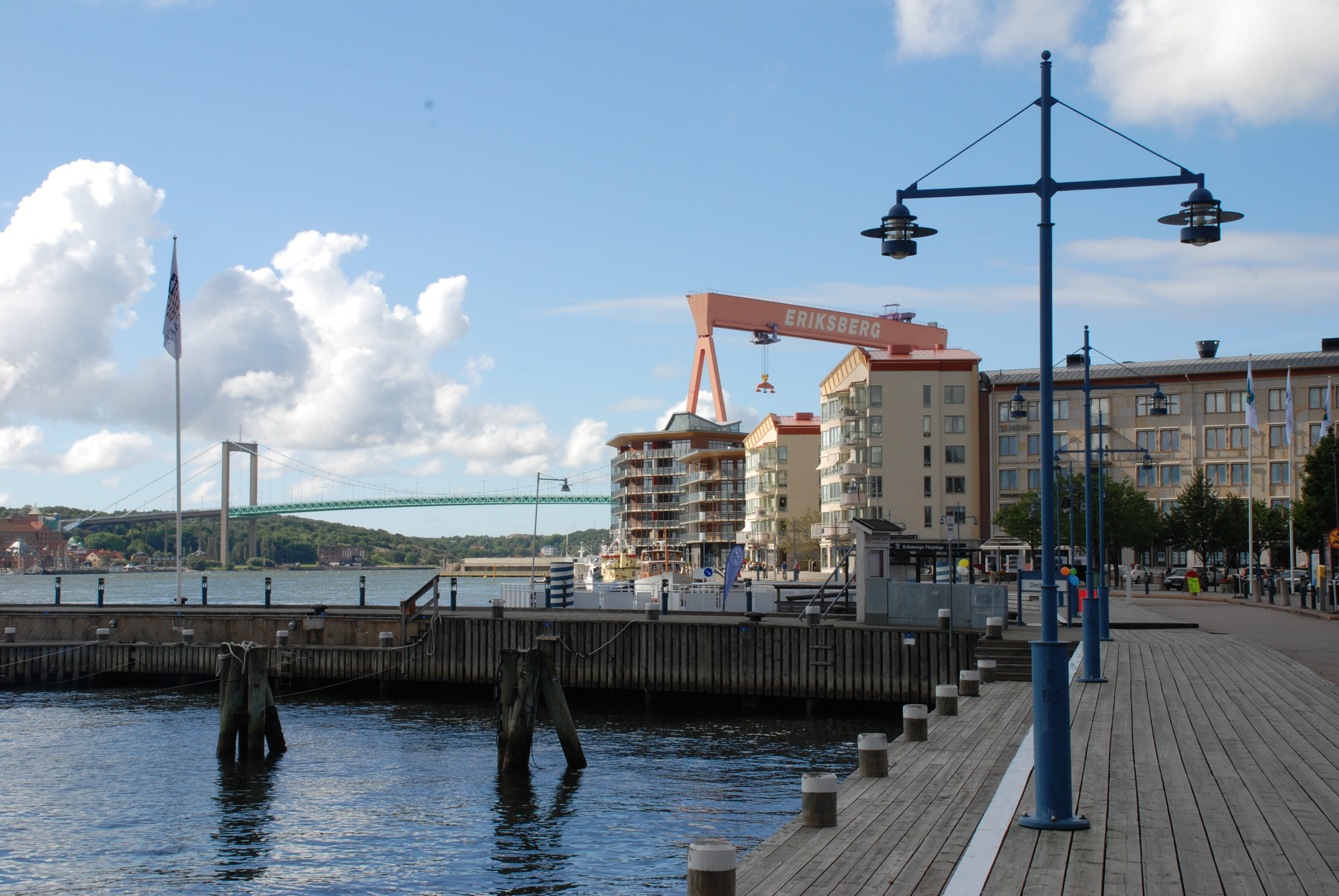
Eriksbergs färjeläge, 2012.
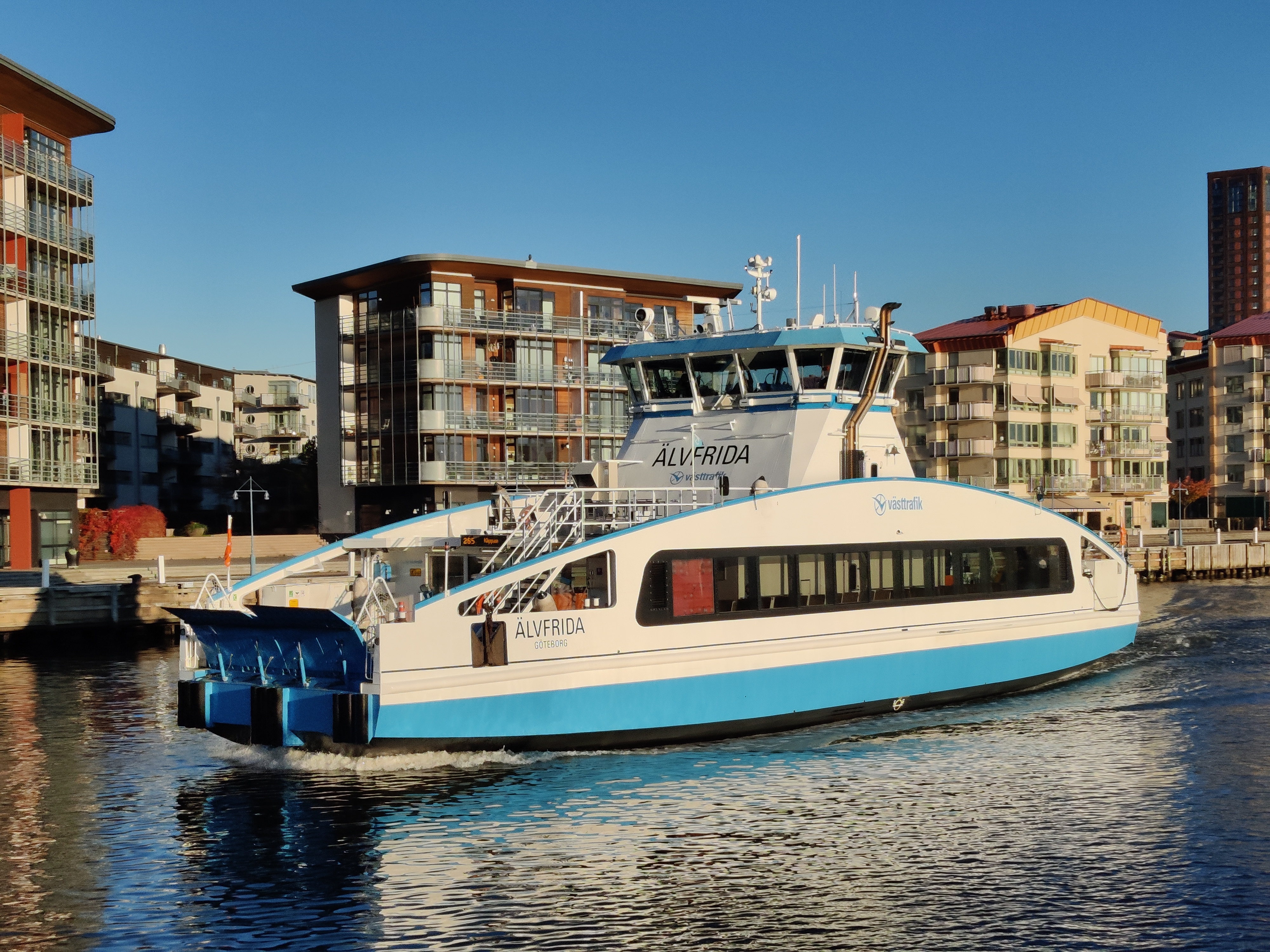
Älvsnabben
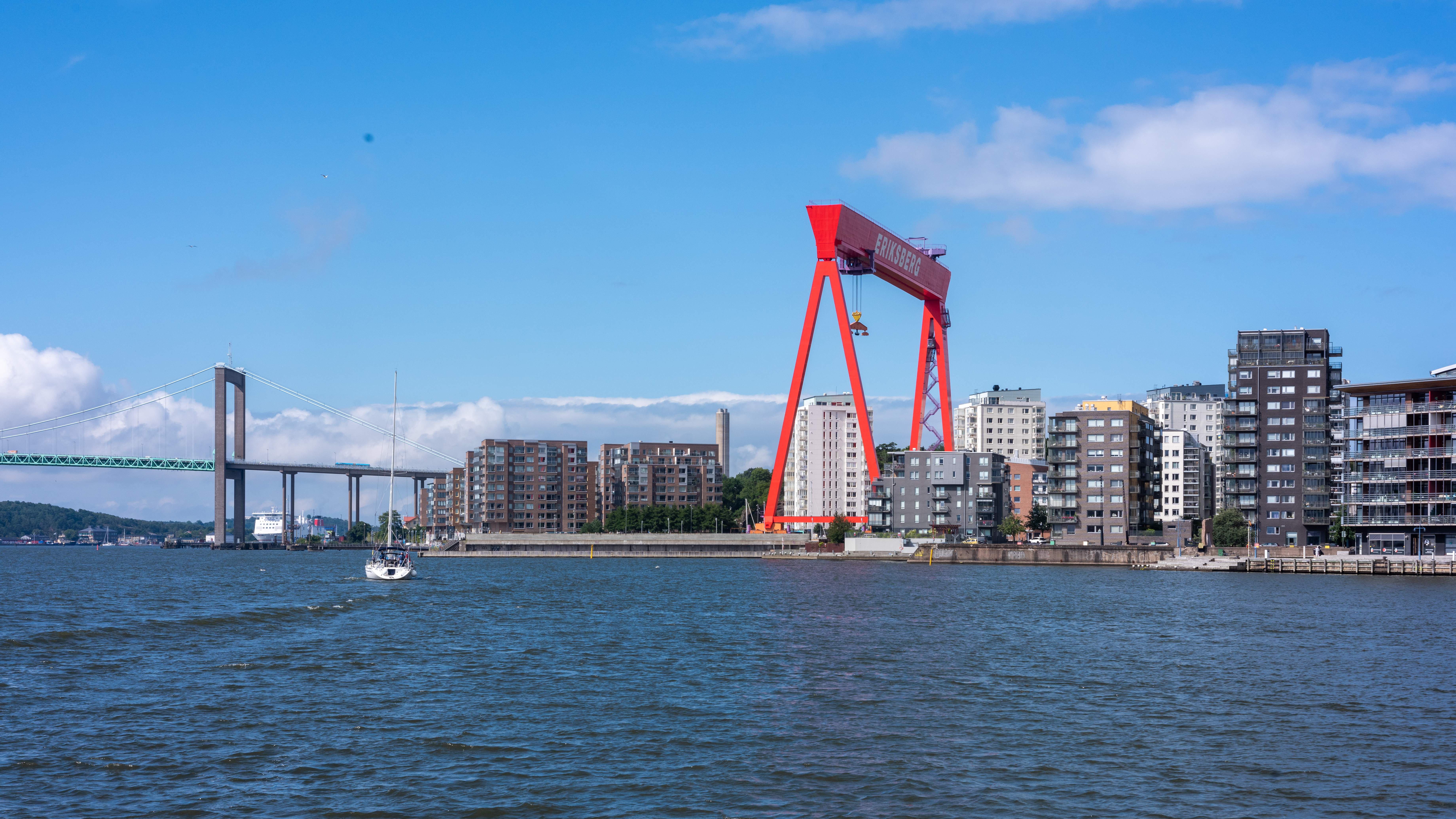
Eriksbergskranen är ett tydligt riktmärke för området. På båda sidor ligger bostadsområden färdigställda under 2000–2010-talen.
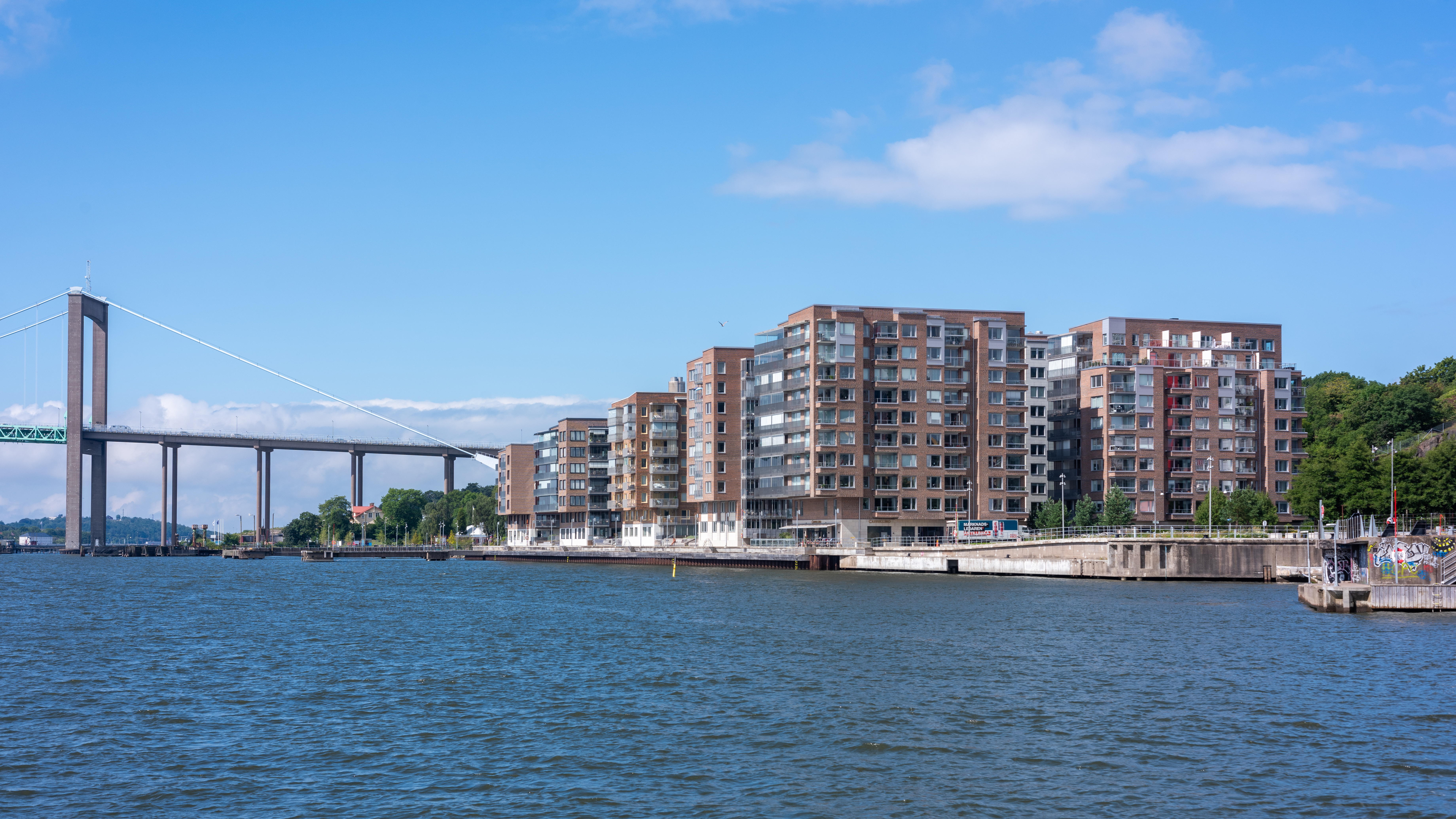
Eriksberg sett från Göta älv, 2024.
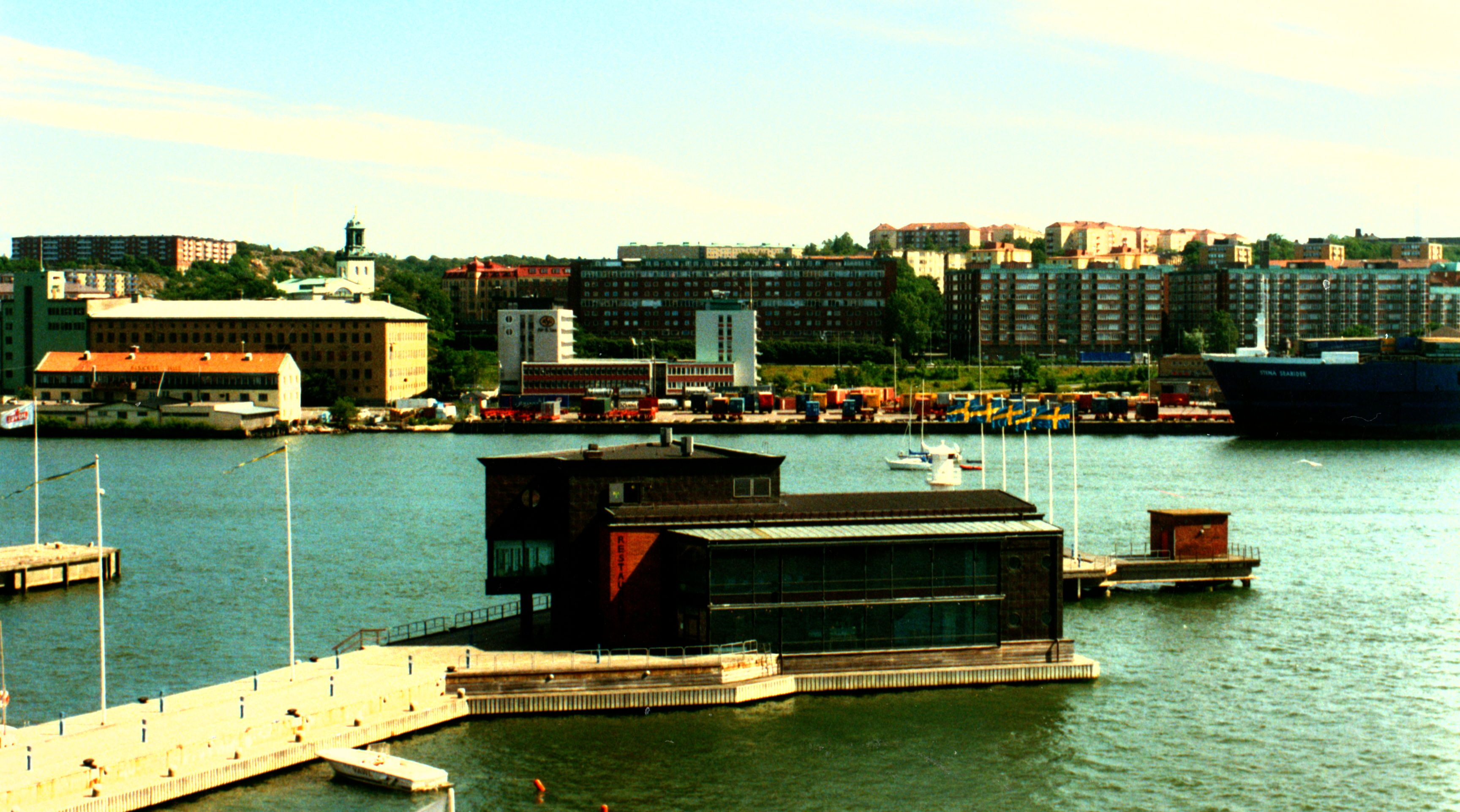
Restaurang Fyren.

### Kommunikationer
Till Eriksberg går färjan Älvsnabben från Lilla Bommen i centrala Göteborg eller från Klippan i stadsdelen Majorna. Biljetterna och priserna är de samma som på spårvagnar och bussar i Göteborg. Det går även flera busslinjer till Eriksberg.

### Skönlitteratur
- Ninnisdotter, Gun (1995). Jorden runt, streck och punkt : [roman]. Göteborg: Lindelöw. Libris 7769274. ISBN 91-88144-19-4 - Roman med handlingen förlagd till 1950-talets barnrikehus, de så kallade solgårdarna, i Eriksberg.